# Christian Agö
Christian Agö (ur. 25 listopada 1990) – szwedzki żużlowiec.
Karierę żużlową rozpoczął w barwach Ornarny Mariestad, klubu, którego właścicielem jest jego ojciec. Christian dość szybko dostał się do reprezentacji kraju do lat 19. Barw narodowych bronił w kategorii juniorskiej, jednak bez znaczących sukcesów. Na co dzień Agö uczęszcza do jedynej na świecie szkoły o profilu żużlowym.
Do jego największych sukcesów należą drużynowe mistrzostwo Szwecji w barwach Lejonen Gislaved oraz drugie miejsce w Allsvenskan wraz z Ornarną Mariestad.
W latach 2009–2010 w polskiej lidze żużlowej reprezentował barwy klubu Kolejarz Opole, natomiast w latach 2011-2012 r. bronił barw Wandy Kraków.